# Lý Đường (Bắc triều)
Lý Đường (chữ Hán: 李棠, ? – 553), tự Trường Khanh, người huyện Điệu, quận Bột Hải , quan viên nhà Bắc Ngụy, Đông Ngụy và Tây Ngụy cuối thời Nam bắc triều. Ông đi sứ vào Thành Đô của nhà Lương, tử tiết ở đấy, được sử cũ xếp vào nhóm tấm gương tiết nghĩa.

## Sự nghiệp
Ông nội là Lý Bá Quý, thời Bắc Ngụy Tuyên Vũ đế làm đến Lỗ quận thú. Bá Quý là hiếu tử, giữ tang cha, đau lòng quá độ, phát bệnh mà mất; Tuyên Vũ đế khen ngợi, tặng chức Bột Hải tướng. Cha là Lý Nguyên Trụ, làm đến Viên ngoại tán kỵ thị lang.
Đường sớm mồ côi, tính hiếu học, có tiết tháo. Lên 17 tuổi, gặp lúc họ Nhĩ Chu gây loạn, Đường theo anh em Cao Càn nổi dậy ở Tín Đô. Đầu niên hiệu Trung Hưng (531 – 532) thời Hậu phế đế Nguyên Lãng, Đường được vời làm Vệ quân phủ Công tào tham quân. Năm 532, thời Hiếu Vũ đế Nguyên Tu, Đường nhờ quân công được trừ chức Chinh lỗ tướng quân, Hành Đông Lai quận sự. Khi Hiếu Vũ đế chạy sang Trường An, Đường không kịp đi theo, nên ở lại làm quan nhà Đông Ngụy.
Đến khi Cao Thận làm Bắc Dự Châu thứ sử, mời Đường làm Duyện. Trước đó, Cao Thận có hiềm khích với Lại bộ lang trung Thôi Xiêm, mà Xiêm lại được quyền thần Cao Trừng sủng tín; Thận sợ họ cấu kết hãm hại, luôn không yên lòng, nên nảy ra ý định chạy sang Tây Ngụy. Bấy giờ triều đình lại sai Hề Thọ Hưng đến coi việc binh, còn Thận chỉ được coi việc dân. Hề Thọ Hưng đến châu, Thận với Đường bàn mưu bắt ông ta để chiếm thành. Thận bèn đặt tiệc đón chào Thọ Hưng, ngầm mai phục tráng sĩ. Thọ Hưng từ chối không đến, Đường đến gặp ông ta, thuyết phục rằng nếu Thọ Hưng không đến, sẽ khiến mọi người cho rằng ông ta với Thận bất hòa, khiến ông ta chấp nhận cùng Đường đến dự tiệc. Thận bắt giết Thọ Hưng, đưa bộ hạ chiếm giữ thành trì, sai Đường sang Tây Ngụy xin hàng. Quyền thần nhà Tây Ngụy là Vũ Văn Thái mừng lắm, bái Đường làm Vệ tướng quân, Hữu quang lộc đại phu, phong tước Quảng Tông huyện công, thực ấp 1000 hộ. Đường mấy lần cố từ chối, đều không cho. Ít lâu sau Đường được thăng làm Cấp sự hoàng môn thị lang, gia Xa kị đại tướng quân, Nghi đồng tam tư, Tán kỵ thường thị.
Năm 553, thời Tây Ngụy Phế đế, Đường theo Ngụy An công Uất Trì Huýnh tấn công đất Thục – hậu phương của Vũ Lăng vương Tiêu Kỷ, bấy giờ đang giao chiến với đồng minh chính trị của Tây Ngụy là Tương Đông vương Tiêu Dịch. Người Thục chưa hàng, Đường đứng ra nhận làm sứ giả để thuyết phục họ. Đường vào Thành Đô, Ích Châu thứ sử Tiêu Tổng nhà Lương dò hỏi tình hình của quân Tây Ngụy, Đường không đáp. Tiêu Tổng tra tấn Đường, ép ông nói ra, Đường nói: Mày mất nước đến nơi rồi, còn không biết an nguy. Phụng mệnh dụ mày, tự biết nguy hiểm. Ta là trung thần của triều đình, thà chết thì thôi, có nghĩa không vì mày mà đổi chí. Tiêu Tổng không hỏi được gì, bèn giết chết Đường. Con là Lý Sưởng được kế tự.